# Вальхзеє
Вальхзеє (нім. Walchsee) — містечко й політична громада округу Куфштайн у землі Тіроль, Австрія.
Вальхзеє лежить на висоті  658 м над рівнем моря і займає площу  39,24 км². Громада налічує 1789 мешканців. 
Густота населення 46/км².  
Вальхзеє розташувався на північний схід від Куфштайна між однойменним озером та Кайзервінклем. Це одна з небагатьох болотистих місцевостей у Північному Тіролі. 
|                                   |
| Вальхзеє на мапі округу та землі. |

 Адреса управління громади: Alleestraße 24, 6344 Walchsee. 

## Виноски
1. ↑  Dauersiedlungsraum der Gemeinden Politischen Bezirke und Bundesländer - Gebietsstand 1.1.2018 — Статистичне управління Австрії.
2. ↑  Austrian Map — BEV.
3. ↑  https://www.statistik.at/blickgem/blick1/g70529.pdf
4. ↑  www.walchsee.tirol.gv.at. Архів оригіналу за 11 квітня 2022. Процитовано 2 червня 2022.

| Австрія | Це незавершена стаття з географії Австрії. Ви можете допомогти проєкту, виправивши або дописавши її. |